# 스타크래프트: 고스트
《스타크래프트: 고스트》(StarCraft: Ghost)는 블리자드 엔터테인먼트가 개발하던 콘솔용 TPS 게임으로, 스타크래프트의 설정을 기반으로 한다.
블리자드는 이 게임을 2002년에 발표했지만, 2006년 3월 24일 게임의 개발을 “개발 중단”한다고 발표했다. 발표 직후, 블리자드는 개발 중인 게임 목록에서 이 게임을 지웠고, 웹페이지도 삭제했다. 그러나 주인공 노바는 스타크래프트 II: 자유의 날개에서 잠깐동안 다시 모습을 드러낸다. 또한 월드 오브 워크래프트에서 황천의 폭풍 지역 내에 노바의 무덤이 숨겨져있다. 이후 2014년 개발을 공식적으로 취소했다.

## 2003년 시연
2003년 블리자드 엔터테인먼트의 프로듀서인 존 라그레이브(Jhon Lagrave)가 한글판 스타크래프트 : 고스트를 시연했다. 존 라그레이브가 시연한 스타크래프트 : 고스트는 지금까지 공개된 그 모습과 크게 다르지는 않았다. 하지만 주인공 노바의 모습이 서구적인 모습에서 동양적인 부드러움을 갖춘 캐릭터가 됐다. 그리고 기존의 기본 무기인 등에 맨 라이플에 추가적으로 소음총(권총)이 추가됐다.
먼저 한글화 부분에 있어서 스타크래프트 : 고스트의 모습은 깔끔한 텍스트를 보여줬다. 번역에 대한 문제도 좋아 보였으며 각 유닛의 명칭 역시 기존의 PC 전략 시뮬레이션 게임인 스타크래프트의 그것을 그대로 한글화했다. 오늘 시연한 버전에서는 텍스트의 한글화만 보여줬지만 존 라그레이브는 텍스트는 물론 음성, 매뉴얼까지 완벽한 한글화를 준비중이라고 덧붙였다. 영어 음성의 경우는 스타크래프트의 성우진이 그대로 기용돼 게이머에게 익숙한 음색이 나왔다. 존 라그레이브는 “한국 게이머를 위해 한글과 영문, 두 가지 버전을 선택할 수 있는 옵션 기능을 고려해보겠다”고 말했다. 또한 덧붙여 “현재 한글화 작업에서 우리도 이러한 점을 가장 염두에 두고 있다. 바로 원작 성우와 최대한 비슷한 음색을 가진 한국 성우를 기용해 원작의 느낌을 그대로 살릴 수 있도록 노력중이다”라고 밝혔다.

### 시연 내용
2가지 유닛을 소개한 존 라그레이브는 "마지막 한가지 유닛은 아직 밝힐 수 없으며 나중에 직접 게임을 통해서 확인하기 바란다”라고 전했다.고스트의 클록킹을 이용한 잠입, 스파이더 마인을 사용해 적진 깊숙이 마인을 컨트롤해 심는 장면, 탱크를 타고 테란의 마린과 라이트 인 팬트리를 무참히 밟는 장면 등을 연출했다. 전체적으로는 그 동안 발표된 내용과 큰 차이는 없었다.

## 참고
1. ↑  GameSpy: Blizzard Postpones StarCraft: Ghost Indefinitely